# 王树翰寓所旧址
王树翰寓所为原东三省保安司令部秘书长、奉天省财政厅厅长王树翰在辽宁省沈阳市的故居，其旧址位于沈河区大南街般若寺巷18号。目前，王树翰寓所旧址被列为沈阳市文物保护单位进行保护。

## 历史沿革
王树翰寓所前院始建于1894年，原为清末康举人建造，后由其次子康生甫承管，最终卖给王树翰。后院建筑为王树翰本人于民国年间所建。2008年10月27日，王树翰寓所旧址被列为第三批沈阳市文物保护单位。

## 建筑
王树翰寓所旧址分为前后两个院落，共占地2065平方米，建筑面积800平方米。前院为典型的中国北方一进四合院建筑，为砖木结构，占地面积1065平方米，建筑面积470平方米。大门两侧有一对上马石，两根拴马桩、两头石鼓狮。前院有门房五间，明间为大门，东西厢房各五间，正房五间。后院建筑主体为西式人字顶平房。西式建筑东西两侧有对称的西式青砖二层楼各一座，合称“凤凰楼”。